# Liten ärgmossa
Liten ärgmossa (Zygodon viridissimus) är en bladmossart som beskrevs av Bridel 1826. Liten ärgmossa ingår i släktet ärgmossor, och familjen Orthotrichaceae. Enligt den finländska rödlistan är arten sårbar i Finland. Arten är reproducerande i Sverige. Artens livsmiljö är skuggiga kalkstensklippor och kalkbrott. Inga underarter finns listade i Catalogue of Life.